# Именинский сельсовет
Именинский сельсовет — административная единица на территории Дрогичинского района Брестской области Республики Беларусь. Административный центр — агрогородок Именин.

## История
Образован в 1954 г.

## Состав
В состав сельсовета входят 1 агрогородок и 8 деревень:
| Населённый пункт | Статус      | СОАТО         | Координаты                      |
| ---------------- | ----------- | ------------- | ------------------------------- |
| Бродок           | деревня     | 1 220 839 006 | 52°14′15″ с. ш. 24°56′02″ в. д. |
| Виры             | деревня     | 1 220 839 011 | 52°12′48″ с. ш. 24°54′43″ в. д. |
| Деревная         | деревня     | 1 220 839 016 | 52°17′49″ с. ш. 24°53′53″ в. д. |
| Занивье          | деревня     | 1 220 839 021 | 52°14′07″ с. ш. 24°51′17″ в. д. |
| Зёлово           | деревня     | 1 220 839 026 | 52°15′06″ с. ш. 24°48′51″ в. д. |
| Именин           | агрогородок | 1 220 839 031 | 52°14′20″ с. ш. 24°54′37″ в. д. |
| Мостки           | деревня     | 1 220 839 036 | 52°18′29″ с. ш. 24°55′46″ в. д. |
| Сукачи           | деревня     | 1 220 839 041 | 52°15′46″ с. ш. 24°52′15″ в. д. |
| Татарья          | деревня     | 1 220 839 046 | 52°15′38″ с. ш. 24°56′52″ в. д. |